# Red River Valley (Lied)

Carl T. Sprague – Cowboy Love Song (1925)

Red River Valley ist ein Instrumentalstück, das aus dem Nordamerika des 19. Jahrhunderts kommt und erstmals 1925 als Cowboy Love Song kommerziell erschien. Unter dem Titel Red River Rock wurde es 1959 in der Version von Johnny and the Hurricanes auch in Europa bekannt.

## Entstehungsgeschichte

Hugh Cross & Riley Puckett – Red River Valley (1927)

Andrews Sisters – Red River Valley (1944)

Die Entstehungsgeschichte geht noch weiter zurück als 1925. Die kanadische Folkloristin Edith Fowke geht davon aus, dass das Lied bereits vor 1896 in wenigstens fünf kanadischen Provinzen bekannt war.
Die Vokalmusik handelte von der verlorenen Liebe einer Indianerin zu einem britischen Soldaten während der Red-River-Rebellion ab November 1869 im ehemaligen Ruperts Land. Der Text über die Liebesaffäre änderte sich später zu einer Beziehung zwischen einer Lehrerin und einem Cowboy. Das älteste bekannte Manuskript unter dem Titel Red River Valley trägt die Jahreszahlen 1879 (Nemaha) und 1885 (Harlan).
Von den beiden US-Flüssen mit dem Namen Red River ist der Red River of the North gemeint. Unter dem Titel In the Bright Mohawk Valley erschien das Lied mit dem Autor James J. Kerrigan in New York, urheberrechtlich am 4. Juni 1896 registriert und gesungen von John W. Rice. Diese Fassung brachte 1927 Carl Sandburg in seinem American Songbag heraus.

## Erste Coverversionen
Country-Sänger Carl T. Sprague nahm das Lied am 5. August 1925 als Cowboy Love Song erstmals kommerziell auf (Victor Records 20067). Kelly Harrell veröffentlichte das Stück unter dem Titel The Bright Sherman Valley (Victor 20527; 9. Juni 1926). Erstmals als Red River Valley brachten es Hugh Cross & Riley Puckett heraus (Columbia Records 15206; 3. November 1927). 
Erst Jules Allens Cowboy’s Love Song (Victor 40167; 28. März 1929) machte den Song populär. Gene Autry nahm ihn wiederum unter dem Titel Red River Valley am 16. Januar 1935 für den hiernach benannten Kinofilm Red River Valley (Premiere: 2. März 1936; deutsch: Dynamit für Schleuse 5) auf. Der Film beginnt mit einer instrumentalen Orchesterfassung von Red River Valley, im weiteren Verlauf singt Autry das Lied im Saloon. Die Radio-Soap Opera Our Gal Sunday nutzte zwischen dem 29. März 1937 und dem 2. Januar 1959 Red River Valley als Erkennungsmelodie. 
Während jener Zeit erschienen zahlreiche Fassungen wie etwa von Texas Jim Robertson (Victor 27552; 7. März 1941), Woody Guthrie (Asch Recordings, 19. April 1944), den Andrews Sisters (Decca Records 18780; 2. Mai 1944), Tex Ritter (14. Mai 1945), Bill Haley & The Four Aces of Western Swing (Radioaufnahme 1948) oder Eddy Arnold (1. Mai 1955). Instrumentalversionen des Stückes sind auch im Vorspann von John Fords Literaturverfilmung Früchte des Zorns (1940) sowie zu Beginn und am Ende des Filmklassikers Ritt zum Ox-Bow (1943) zu hören.

## Version von Johnny & the Hurricanes

Johnny and the Hurricanes – Red River Rock (1959)

Den mittlerweile populären Song griffen Johnny & The Hurricanes in ihrer Rock & Roll-Instrumentalfassung auf. Im Juni 1959 brachte Manager Harry Balk seine Instrumentalband Johnny & the Hurricanes in die New Yorker Bell Sound Recording Studios, um den Musiktitel aufzunehmen. Er bemerkte während einer Aufnahmepause, wie Organist Paul Tesluk experimentierte. Nach der Bitte, diese Passagen nochmals zu wiederholen, entstand Red River Rock als Variation des Originals. 
Die Single Red River Rock / Buckeye (Warwick M509) kam im Juli 1959 auf den Markt und wurde von Billboard am 13. Juli 1959 besprochen. Es handelt sich um eine von der Hammond B-3-Orgel (Paul Tesluk) getragene Melodie mit Licks vom dröhnenden Tenor-Saxophon (Johnny Paris) und einem Mittelteil für Gitarre (Dave Yorko). Zur Besetzung gehörten außerdem noch Lionel „Butch“ Mattice (Bass) und Tony Kaye (Schlagzeug). Da das Lied als gemeinfrei gilt, sind Fred Mendelsohn/Ira Mack (Irving Micahnik)/Tom King (Harry Balk) als Arrangeure registriert. Letztere waren Manager der Band sowie die Produzenten und Gründer von Twirl Records. Fred Mendelsohn war Musikproduzent bei Savoy Records. 
Mit Rang 5 der US-Pophitparade und Rang 3 der britischen und deutschen Charts erreichte es die höchste Platzierung aller Versionen, die den Folk- und Country-Song auch der Popwelt bekanntmachte. Die Fassung von Johnny & The Hurricanes verkaufte über eine Million Exemplare.

## Weitere Coverversionen
Die verschiedenen Titelvarianten – etwa Red River Valley Rock von Gene Redd – erschweren eine Quantifizierung der Coverversionen, von denen es mindestens 70 gibt. Auf Grundlage des Hits von Johnny & The Hurricanes schuf Texter Joachim Relin für Friedel Hensch und die Cyprys einen deutschen Text unter dem Titel Komm zurück in das Tal uns‘rer Träume (Dezember 1959; Rang 3). In den USA folgten Connie Francis (Oktober 1961), Marty Robbins (mit dem Nashville A-Team; 25. Mai 1960), Pete Seeger (LP American Favorite Ballads Vol. 5; Januar 1962) oder The Ventures (Januar 1963). 
Die noch schnellere Offbeat-Version der Silicon Teens (Oktober 1987) erschien im Kinofilm Planes, Trains and Automobiles (Ein Ticket für Zwei; 25. November 1987). Zur Melodie von Red River Valley wurde auch der deutsche Text An den Ufern des Mexiko River gedichtet.